# Etarscél
Etarscél ['edarʃkʼeːl], auch Eterscél Mór ['ederʃkʼeːl moːr], Etarscéle und Eterscéle, ist der Name eines Königs aus der keltischen Mythologie und Geschichte Irlands.
Etarscél ist in den Erzählungen des Ulster-Zyklus der Sohn von König Íar mac Dedad und der Schwiegersohn des Königs Eochaid Airem, dem er auch auf den Thron folgte. In der Sage Togail Bruidne Da Derga („Die Zerstörung der Halle Da Dergas“) ist er der Vater Conaire Mórs, den er mit seiner Gattin Mes Buachalla gezeugt hat. In einer anderen Version ist nicht Etarscél selbst der Vater, sondern Mes Buachalla wird von einem Unbekannten geschwängert, der als Vogel durch das Fenster in ihr Schlafgemach eindringt.
Etarscéls Herrschaftszeit wird im Lebor Gabála Érenn („Buch der Landnahme Irlands“) als gleichzeitig mit dem römischen Kaiser Augustus (63 v. Chr. – 14 n. Chr.), mit Christi Geburt sowie den berühmten irischen Königen Conchobar mac Nessa, Cairbre Nia-Fer, Cú Roí und Ailill mac Máta genannt. In Seathrún Céitinns Werk Foras feasa ar Éirinn („Geschichte Irlands“) wird sie mit 70 – 64 v. Chr., in den Annála Ríoghdhachta Éireann („Annalen der vier Meister“) mit 116 – 111 v. Chr. angegeben.
Etarscél regiert nach der Legende fünf bis sechs Jahre und wird in der Schlacht von Aillenn vom Usurpator Nuadu Necht getötet, der sechs Monate später von Conaire Mór erschlagen wird. Dadurch wird Conaire Mór der Nachfolger seines Vaters Etarscél als Hochkönig.